# Colline de Notre-Dame-de-Lorette
La colline de Notre-Dame-de-Lorette est un haut lieu de mémoire situé dans le département du Pas-de-Calais, en région Hauts-de-France, sur le territoire de la commune d’Ablain-Saint-Nazaire. Elle culmine à 165 mètres d’altitude et fait partie des hauteurs stratégiques de l’Artois.

## Histoire

### Origines religieuses
Le site tire son nom d’une chapelle néogothique construite en 1727, dédiée à Notre-Dame de Lorette, sur l’emplacement d’un ancien ermitage. Elle devient rapidement un lieu de pèlerinage local.

### Première Guerre mondiale
Pendant la Première Guerre mondiale, la colline constitue un point stratégique. Elle est le théâtre de combats particulièrement meurtriers entre octobre 1914 et octobre 1915, notamment lors des batailles de l’Artois. La topographie du lieu donne un avantage aux troupes qui la contrôlent, ce qui explique l’âpreté des affrontements entre les armées française et allemande.
À la fin de la guerre, le site est choisi pour accueillir une nécropole nationale.

## Nécropole nationale
La nécropole de Notre-Dame-de-Lorette est le plus grand cimetière militaire français. Inaugurée en 1925, elle regroupe les corps de plus de 40 000 soldats morts au combat, dont environ la moitié reposent dans des ossuaires. Elle s’étend sur 25 hectares.
Le site comprend :

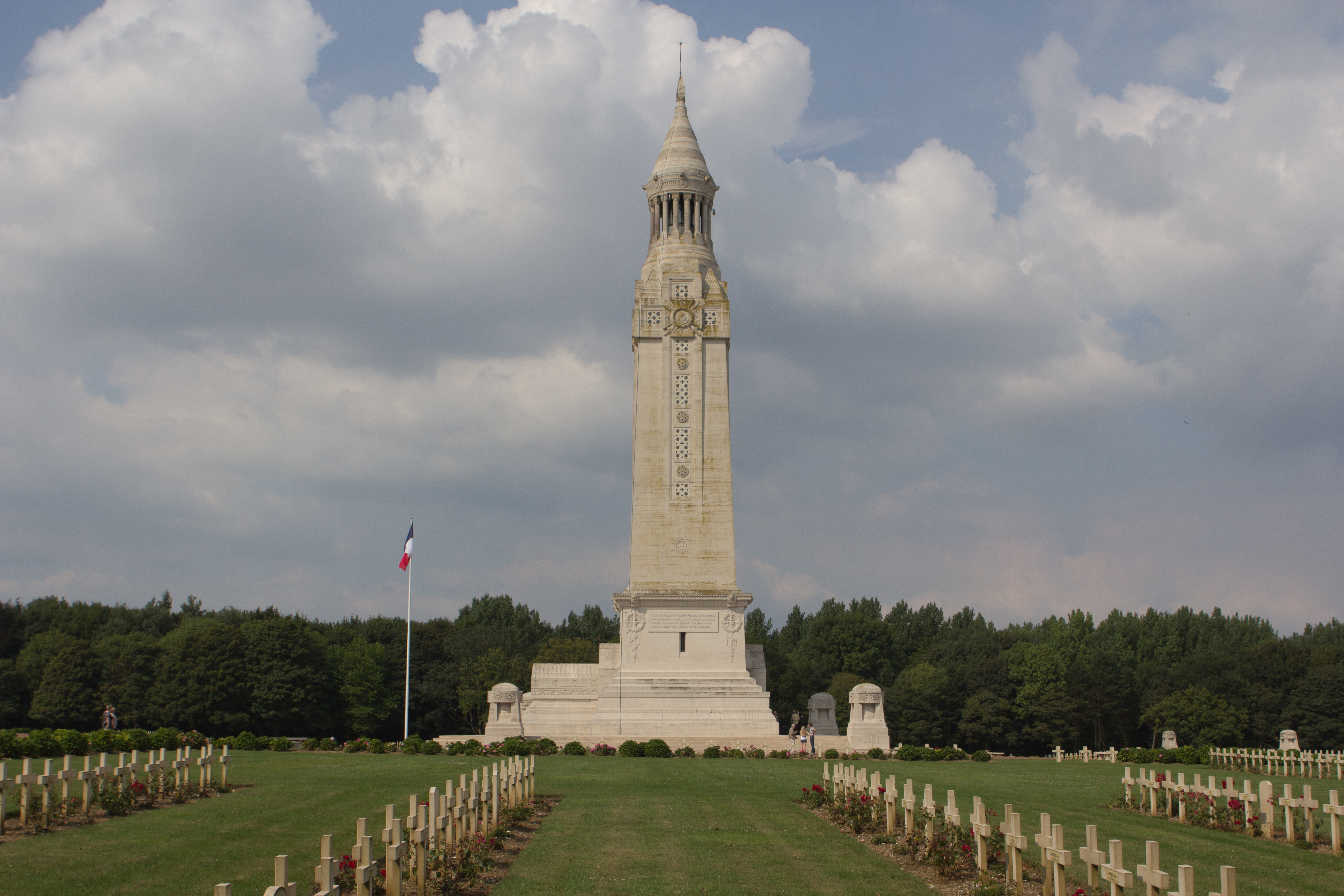
La tour-lanterne.

- La basilique de Notre-Dame-de-Lorette, construite entre 1921 et 1927.
- Une tour-lanterne haute de 52 mètres.

## Mémorial international de Notre-Dame-de-Lorette
Depuis 2014, un Anneau de la mémoire complète l’ensemble commémoratif. Il rend hommage à 580 000 soldats de toutes nationalités morts dans le Nord-Pas-de-Calais entre 1914 et 1918. Les noms sont inscrits sans distinction de nationalité ni de grade, dans un ordre alphabétique unique.

## Accès et visite
Le site est libre d’accès toute l’année. Il attire chaque année plusieurs centaines de milliers de visiteurs, dont de nombreuses délégations officielles, scolaires ou familiales venues rendre hommage aux disparus de la Grande Guerre.